# Грейлинг (аэропорт)
Аэропорт Грейлинг (англ. Grayling Airport), (ИАТА: KGX, FAA LID: KGX) — государственный гражданский аэропорт, расположенный в 2 километрах к югу от центрального делового района города Грейлинг (Аляска), США.

## Операционная деятельность
Аэропорт Грейлинг расположен на высоте 30 метров над уровнем моря и эксплуатирует одну взлётно-посадочную полосу:
- 15/33 размерами 706 х 18 метров с гравийным покрытием.